# Parigi-Roubaix 1931
La Parigi-Roubaix 1931, trentaduesima edizione della corsa, fu disputata il 5 aprile 1931, per un percorso totale di 256 km. Fu vinta dal belga Gaston Rebry giunto al traguardo con il tempo di 7h01'00" alla media di 36,485 km/h davanti a Charles Pélissier e Émile Decroix.
Presero il via da Argenteuil 102 ciclisti, 51 di essi tagliarono il traguardo di Roubaix.

## Ordine d'arrivo (Top 10)
| Pos. | Corridore              | Squadra                   | Tempo    |
| ---- | ---------------------- | ------------------------- | -------- |
| 1    | Gaston Rebry           | Alcyon-Dunlop             | 7h01'00" |
| 2    | Charles Pélissier      | Genial Lucifer-Hutchinson | a 1'42"  |
| 3    | Émile Decroix          | Genial Lucifer-Hutchinson | s.t.     |
| 4    | Georges Ronsse         | La Française              | a 4'00"  |
| 5    | Émile Joly             | Genial Lucifer-Hutchinson | s.t.     |
| 6    | Jef Demuysere          | Genial Lucifer-Hutchinson | a 7'00"  |
| 7    | Alfons Schepers        | La Française              | a 8'15"  |
| 8    | Gustaaf Van Slembrouck | Genial Lucifer-Hutchinson | s.t.     |
| 9    | Romain Gijssels        | Dilecta                   | a 8'50"  |
| 10   | Adolf Van Bruane       | La Nordiste               | a 9'10"  |